# Nationell överreglering
Nationell överreglering, överimplementering, eller guldplätering (engelska: gold plating), innebär att en medlemsstat inom Europeiska unionen lägger till bestämmelser i sin nationella lagstiftning utöver vad som krävs vid införlivandet av ett direktiv, ofta för att tillgodose nationella behov eller intressen eller på grund av feltolkning av direktivet. Det leder vanligtvis till överdriven byråkrati, extra kostnader för företag (och i slutändan för konsumenter) och i vissa fall till att direktivets syfte rentav motverkas.
Europeiska kommissionen har till uppgift att övervaka medlemsstaternas införlivande av direktiv och rapporterar årligen till Europaparlamentet och Europeiska unionens råd om förekomsten av nationell överreglering. För att motverka ett felaktigt införlivande måste medlemsstaterna anmäla de lagar och andra författningar som de antar för att införliva ett direktiv till kommissionen.

## Exempel
Under 2014 antog Europaparlamentet och Europeiska unionens råd ett direktiv om harmonisering av hissar och säkerhetskomponenter till hissar. Bland annat infördes ett krav om att alla nya hissar skulle vara försedda med en innerdörr av säkerhetsskäl. Äldre hissar tilläts dock använda varningsskyltar och fotocellslösningar istället för en innerdörr. I samband med införlivandet av direktivet beslutade dock svenska myndigheter att alla hissar, såväl nya som gamla, skulle utrustas med innerdörr. Beslutet ledde till att fullt fungerande hissar fick bytas ut eller rustas upp till en uppskattad kostnad av totalt två miljarder kronor.